# Bill Richardson
William Blaine "Bill" Richardson (født 15. november 1947 i Pasadena i Californien i USA, død 1. september 2023) var en amerikansk politiker tilhørende Det demokratiske parti. Han var den 30. guvernør for delstaten New Mexico fra 2003 til 1. januar 2011, hvor han blev afløst af republikaneren Susana Martinez. 
Den 21. januar 2007 offentliggjorde han på en amerikansk fjernsynsstation at han agtede at oprette en undersøgelseskommission med det for øje at stille som kandidat ved præsidentvalgene i 2008.
Bill Richardson var (til trods for navnet) en såkaldt hispanic, en katolsk amerikaner med latinamerikansk baggrund. Hans mor, Maria Luisa Lopez-Collada, var fra Mexico. Hans far William Blaney/Blaine Richardson, havde også en delvis lignende baggrund, idet hans mor var fra Nicaragua.[kilde mangler]
Richardson har tidligere været kongresmand, USA's ambassadør til FN og energiminister under Bill Clinton. 
Sine barndomsår havde Bill Richardson i Mexico City, frem til han som 13-årig kom til Boston-området i Massachusetts. På de skoler han gik på blev han baseballspiller, til slut for Tufts University. Han var tæt ved at gøre sporten til en levevej, men en dårlig arm satte en stopper for det. Ved Tuftes studerede han fransk og politisk videnskab, og tog en grad ved universitetets skole for jura og diplomati. Han mødte sin hustru Barbara Flavin i Boston.